# Тачки 2
«Тачки 2» (англ. Cars 2) — американський комп'ютерно-анімаційний мультфільм студії «Pixar». Продовження мультфільму 2006 року, «Тачки». Режисер Джон Лассетер, співрежисер — Бред Льюїс. Прем'єра в Україні відбулася 23 червня 2011 року.

## Сюжет
Як і в попередньому фільмі, дія мультфільму «Тачки 2» розгортається у світі, населеному антропоморфними транспортними засобами. Британському шпигунові Фінту МакТорпеді вдалося проникнути на одну із платформ з розробки найбільших у світі неосвоєних запасів нафти, що належить групі шкарабанів. Там він застає професора Цундапа і робить фотографії таємної зброї, замаскованої під телевізійну камеру. Викритий, Фінт змушений втікати і прикидатися вбитим.
Чотириразовий чемпіон Кубка Великого Поршня, гонщик Блискавка МакКвін повертається додому в Радіаторний Рай, щоб провести літо і відпочити зі своїм найкращим другом Сирником і подругою Саллі. Із розмови Сирника та Блискавки стає зрозуміло, що Док Гадсон відійшов у вічність. Колишній нафтовий магнат Майлз Баксельрод, тепер ентузіаст зелених технологій, задля популяризації безпечного палива власного виробництва — олінолу — оголошує серію перегонів під назвою «Гран-прі світу». Коли Франческо Вертутті — італійський гонщик Формули-1 — у прямому ефірі шоу Мела Дорадо кидає виклик МакКвіну, останній разом з Сирником, Луїджі, Гвідо, Солдатом і Доливаєм вилітають в Токіо на перший етап Гран-прі світу.
Фінт МакТорпеда у Японії знайомиться із Голлі Тіпкронік із токійського відділення. На офіційному відкритті світових перегонів вони мають зустрітися з американським агентом і отримати від нього фотографії невідомої тачки, що керує шкарабанами. Знявши маскування, американський агент потрапляє у полон до посіпак Цундапа, в останній момент встигнувши передати пристрій із фотографіями Сирнику, який ні про що не підозрював. Вже у полоні, американський агент дізнається від Цундапа, що олінол має один фатальний недолік — він спалахує від електромагнітного імпульсу. Зброя у вигляді телекамери є електромагнітним імпульсатором, з його допомогою шкарабани можуть запалити олінол у двигуні будь-якої тачки, на яку посвітять променем.
Тим часом Фінт і Голлі помилково сприймають Сирника за свого американського колегу. Під час перших перегонів у Токіо вони допомагають Сирнику уникнути посіпак Цундапа. Двигуни трьох гонщиків загоряються від електромагнітного променя камери шкарабанів, підозра падає на олінол. Заговорившись із Голлі, Сирник дає помилкову пораду МакКвіну, — останній втрачає свою лідерську позицію в гонці і приходить другим, після Франческо. Блискавка злиться на Сирника і заявляє, що йому не потрібна допомога буксирника. Засмучений, Сирник вирішує летіти назад, але в аеропорті ледь не потрапляє у руки шкарабанів — в останній момент його рятує Фінт із допомогою Голлі та літака Сідлі. Вже в літаку, агенти дістають пристрій і фотографію, на якій видно двигун тачки. З допомогою Сирника вони роблять висновок, що запчастини на фото є непоширеними, тому їх легко буде відстежити. Вирішено летіти у Париж, де у Фінта є «знайомий ділок» на чорному ринку.
У Парижі вони зустрічаються із Люмпеном, інформатором Фінта. Люмпен і Сирник сходяться на ґрунті хороших знань про шкарабанів. Запчастини з фотографії належать найкращому клієнту Люмпена, при цьому останнє замовлення було відправлене в Порто-Корса, де у шкарабанів запланований великий з'їзд. Фінт, Голлі і Сирник вирушають туди.
Дорогою у Порто-Корса, перебуваючи у поїзді Стівенсоні, Фінт і Голлі, продовжуючи вважати Сирника американським таємним агентом, оснащують його системою маскування і зброєю. Замаскований під буксирника Віктора Гака Івана, Сирник потрапляє на з'їзд шкарабанів, де вони під керівництвом професора Цундапа та невідомої тачки (особу якої глядач дізнається у кульмінаційний момент фільму) озвучують плани використати Гран-прі світу для дискредитації олінолу й альтернативного палива загалом — таким чином вони, власники найбільшого нафтового родовища, зможуть стати найбагатшими тачками на планеті. В останній момент Сирник викриває себе, в результаті він, Фінт і Голлі потрапляють в полон.
Блискавка МакКвін приходить першим на італійському етапі Гран-прі світу, обігнавши господаря треку Франческо Вертутті. Проте перемогу затьмарює велика кількість займань двигунів в учасників. Оскільки основна підозра падає на пальне, Майлз Баксельрод змушений заявити, що на фінальному етапі у Лондоні гонщики їздитимуть на бензині. Тим не менше, Блискавка МакКвін обирає олінол, оскільки довіряє Доливаєві, який запевнив його у безпечності пального.
Сирник приходить до тями у Біг Бені, де виявляє також Фінта і Голлі. З Біг Бену шкарабани світять на МакКвіна своїм променем, але нічого не відбувається. Тому вони переходять до «плану Б» і повідомляють Сирнику, що на піт-стопі МакКвіна закладена бомба і що вона скоро вибухне. Бажаючи попередити друга, Сирник звільняє себе і мчить до піт-стопу Блискавки. Шпигуни теж знаходять спосіб врятуватися і виявляють, що бомба закладена не на піт-стопі, а в повітряному фільтрі Сирника. Вони повідомляють про це Сирника, він робить спробу від'їхати якомога далі від МакКвіна, але той чіпляється йому на буксир. Разом вони виїжджають за межі треку і поза зону досяжності детонатора Цундапа. Розлючений, він відправляє шкарабанів вбити Сирника і МакКвіна, але спільними зусиллями Голлі та мешканці Радіаторного Раю арештують їх. Одночасно із цим Фінт бере у полон професора Цундапа, який заявляє, що деактивувати бомбу на двигуні Сирника може лише той, хто її встановив. Сирник робить висновок, що саме Баксельрод встановив бомбу і стоїть за змовою шкарабанів, і змушує Баксельрода визнати це.
За свій героїзм Королева посвячує Сирника в лицарі. Друзі повертаються в Радіаторний Рай, куди з'їжджаються гонщики, які брали участь у Гран-прі світу, на дружні перегони на Гран-прі Радіаторного Раю. Перед стартом гонки тачки, яких в україномовній версії озвучують Андрій Шевченко та Олексій Мочанов, висловлюють побажання, щоб таких перегонів було побільше.
Фінт і Голлі прилітають на Сідлі в Радіаторний Рай, щоб запросити Сирника приєднатися до них у наступній місії. Сирник відмовляється, але просить залишити собі реактивний двигун, з допомогою якого включається в перегони на Гран-прі Радіаторного Раю. Питання про те, чому МакКвін не вибухнув, коли шкарабани світили на нього своїм променем залишається відкритим, поки Доливай не признається, що Солдат замінив олінол на біопаливо Доливая, оскільки не довіряв Баксельроду.

## Виробництво
Тачки — другий піксарівський фільм, після Історії іграшок, що має продовження. Початково, реліз Тачок 2 був запланований на 2012 рік, але Піксар змістив прем'єру на рік раніше. Ідея навколосвітньої подорожі спіткала Джона Лассетера під час подорожі світом в рамках прем'єри першого фільму. «Я просто подумав, скажімо, цікаво, а як Сирник повівся би у цьому випадку? Я уявляв його, наприклад, на хибній стороні дороги у Британії, чи на велетенських, довгих колах в Парижі, на автобані у Німеччині, як він ділиться шляхом із мотоскутерами в Італії, чи намагається розібратися і не заблукати на автотрасах в Японії» казав він.
Саундтрек до фільму, як і до першої, створюватиме Ренді Ньюмен.
Троє «голосів» Тачок померло з часу випуску першого фільму. Джо Ранфт (що озвучував вантажівку Red and Peterbilt) загинув в автомобільній катастрофі 16 серпня 2005 року, ще під час створення першої частини. Ще не відомо хто тепер озвучуватиме його героя. Джордж Карлін (озвучував Доливая) помер від серцевого нападу 22 червня 2008 року. Доливая озвучив Марк Сілвермен у Cars Race-O-Rama та архівний запис Карліна був використаний в серії Тачки Мультик, Неопізнаний Літаючий Сирник. Чи буде озвучувати Сілвермен героя — невідомо. Можливо, його просто випишуть з сценарію. Пол Ньюмен (Озвучував Дока Хадсона) помер 26 вересня, 2008 від раку. Після смерті Ньюмена Лассетер сказав, що вони «дивитимуться, як історія йде слід за Доком Хадсоном». Однак Хадсона Хорнета озвучив Корі Бартон в Cars Race-O-Rama. Але й щодо Бартона нічого не відомо.

## Український дубляж
- Фільм дубльовано студією «Le Doyen» на замовлення «Disney Character Voices International» у 2011 році.
- Переклад — Сергія Ковальчука
- Режисер дубляжу — Костянтин Лінартович
- Звукорежисер — Боб Шевяков
- Координатор проєкту — Аліна Гаєвська
- Мікс-студія — Shepperton International
- Творчий консультант — Mariusz Arno Jaworowski

| Персонаж (оригінальне ім'я)              | Оригінальне озвучення | Український дубляж    |
| ---------------------------------------- | --------------------- | --------------------- |
| Блискавка МакКвін (Lightning McQueen)    | Овен Вілсон           | Остап Ступка          |
| Сирник (Mater)                           | Ларрі Кейбл Гай       | Юрій Коваленко        |
| Фінт МакТорпеда (Finn McMissile)         | Майкл Кейн            | Лесь Задніпровський   |
| Холлі Тіпкронік (Holley Shiftwell)       | Емілі Мортімер        | Руслана Писанка       |
| Майлз Баксельрод (Miles Axlerod)         | Едді Іззард           | Назар Задніпровський  |
| Франческо Вертутті (Francesco Bernoulli) | Джон Туртурро         | Валерій Чигляєв       |
| Професор Цундап (Professor Zundapp)      | Томас Кречманн        | Ігор Гнєзділов        |
| Мак (Mack)                               | Джон Ратценбергер     | Володимир Жогло       |
| Доливай (Fillmore)                       | Ллойд Шерр            | Володимир Терещук     |
| Кусок (Sarge)                            | Пол Дулі              | Костянтин Лінартович  |
| Саллі Каррера (Sally Carrera)            | Бонні Гант            | Ольга Сумська         |
| Луїджі (Luigi)                           | Тоні Шалуб            | Юрій Коваленко        |
| Рамон (Ramone)                           | Чіч Марін             | Максим Кондратюк      |
| Фло (Flo)                                | Дженіфер Льюіс        | Наталя Надірадзе      |
| Шериф (Sheriff)                          | Майкл Волліс          | Володимир Нечепоренко |
| Ліззі (Lizzie)                           | Кетрін Хелмонд        | Ірина Дорошенко       |
| Дядько Тополіно (Uncle Topolino)         | Франко Неро           | Валерій Легін         |
| Мама Тополіно (Mama Topolino)            | Ванесса Редґрейв      | Наталя Надірадзе      |
| Мел Дорадо (Mel Dorado)                  | Патрік Волкер         | Сергій Савелій        |
| Брент Мустангер (Brent Mustangburger)    | Брент Масбургер       | Анатолій Зіновенко    |
| Шу Читояма (Shu Todoroki)                | —                     | Сергій Солопай        |
| Рауль Безруля (Raoul la Roule)           | —                     | Сергій Малуха         |
| Турботяга (Rod «Torque» Redline)         | Брюс Кемпбелл         | Юрій Ребрик           |
| Сідлі (Siddeley)                         | Джейсон Айзекс        | Сергій Малуха         |
| Гремлін (Grem)                           | Джо Мантенья          | Дмитро Завадський     |
| Лажер (Acer)                             | Пітер Джекобсон       | Дмитро Лінартович     |
| Даррел Кардан (Darrell Cartrip)          | Даррел Волтріп        | Роман Семисал         |
| Шева (Jeff Gorvette, Memo Rojas Jr.)     | Джефф Гордон          | Андрій Шевченко       |
| Льюїс Гамільтон (Lewis Hamilton)         | Льюїс Гамільтон       | Олексій Мочанов       |
| Отіс (Otis)                              | Джеф Гарлін           | Віталій Дорошенко     |
| Люмпен (Tomber)                          | Міхель Міхеліс        | Володимир Жогло       |
| Девід Покришка (David Hobbscap)          | Девід Гоббс           | Рауль Чілачава        |
| Королева (Queen)                         | Ванесса Редґрейв      | Ірина Дорошенко       |
| Гвідо (Guido)                            | Гвідо Куароні         | Данило де Гироламо    |

## Маркетинг
Перший тизер мультфільму Тачки 2 зявився на Blu-ray і DVD разом з фільмом Історія іграшок 3, що вийшов у листопаді 2010 року. Трейлер фільму вийшов на офіційному каналі YouTube Піксару 15 листопада, 2010. Також ролик демонструвався перед мультфільмом Анімаційної студії Дісней, Заплутана історія у кінотеатрах. Два новіших відео було викладено на каналі Анімаційної студії Дісней та Піксар на YouTube 7 березня 2011.
Українські варіанти першого і третього (A та C) трейлерів з повним дубляжем українською, викладені на каналі дистриб'ютора [Архівовано 8 січня 2012 у Wayback Machine.] B&H на YouTube. Перший викладений 17 листопада 2010 року, другий 9 березня 2011. На сторінці фільму на facebook, у закладці «Cars Showcase» (Вітрина Тачок) постійно додаються зображення та інформація про нових героїв. Відеоогляд усіх машин-героїв «у гаражі» також є на YouTube каналі Піксару.

## Короткометражка
Лі Анкрич, режисер Історії іграшок 3, підтвердив інформацію про створення короткометражного мультфільму у якому будуть задіяні герої Історії іграшок. Мультфільм демонструватиметься разом з Тачками. Короткометражку названо «Відпочинок на Гаваях». У мультфільмі будуть задіяні Барбі та Кен, персонажі Третьої Історії іграшок.